# Skegrie
Skegrie is een plaats in de gemeente Trelleborg in de in Zweden gelegen provincie Skåne. De plaats heeft 745 inwoners (2005) en een oppervlakte van 54 hectare.
In Skegrie is een kerk uit de 12e eeuw te vinden, namelijk de Skegrie Kyrka.